# Aurore von Haxthausen
Aurore von Haxthausen, née le 15 août 1830 à Velinga (sv) et morte le 7 février 1888 à Stockholm, également connue sous son nom d'artiste Klara Kuhlman, est une auteure, compositrice, pianiste et dame d'honneur suédoise.

## Biographie
Gustava Charlotta Märta Aurora von Haxthausen nait en 1830 à Daretorp (sv) dans le Västergötland. Elle est la fille du conseiller d'État (statsråd) et gouverneur (landshövding) du comté de Halland, le baron Carl Henrik Gyllenhaal, mort lors de l'épidémie de choléra de 1857. Sa mère est Aurore af Nordin, nièce de l'historien et évêque Carl Gustaf Nordin (en). 
De la mort de son père en 1857 à 1871 elle est une demoiselle d'honneur privilégiée et la confidente de la reine suédoise Louise des Pays-Bas. Elle préférait l'improvisation sur des thèmes connus à l'interprétation de musique écrite. Elle est connue à la cour pour son esprit et son talent pour remonter le moral des gens ainsi que pour ses improvisations au piano : ces talents ont par exemple été mis à contribution lorsque, après que Louise a fait réprimander une femme de chambre, Aurore apaise la tension en improvisant et mettant en scène la situation au piano.
Elle se marie en 1873 au noble danois Frederik Ferdinand von Haxthausen à la légation danoise à Stockholm.
Aurore von Haxthausen a écrit plusieurs compositions pour piano qui ont été jouées lors de concerts publics. L'une d'elles, une marche a été pendant plusieurs années jouée lors de l'ouverture annuelle du parlement. Sa Fête polonaise a été interprétée lors des noces princiaires. 
En tant qu'autrice, elle fait partie du courant moderniste qui émerge à la fin du dix-neuvième siècle. La maison Haxthausen était un des salons de l'époque où se déroulaient à la fois concerts et lectures publiques. Ce salon aurait notamment été fréquenté par Carl Snoilsky. Les œuvres littéraires d'Aurore von Haxthausen sont, pour la plupart, basés sur ses souvenirs d'enfance. 
Elle a également publié un recueil de romans : Från svenska hem (1883–1884).
Elle meurt le 7 février 1888  à Stockholm. Lors de ses funérailles en l'église Hedwige-Éléonore d'Östermalm à Stockholm, c'est sa mélodie Vid lifvets afton (Au soir de la vie) qui a été jouée. Elle est enterrée au cimetière de Solna (sv).

## Œuvres
- (sv) Från svenska hem : pennritningar / af Klara Kuhlmann . Stockholm : Seligman. 1883. Libris 1597523
- (sv) Från svenska ourlet : pennritningar : ny samling / de Klara Kuhlmann . Stockholm : Seligman. 1884. Libris 1597524

## Sources
- (sv) Haxthausen, Gustava Charlotta Märta Aurora von, dans Nordisk familjebok (1909)